# Іодіс Поліна Янівна
Поліна Янівна Іо́діс (рос. Полина Яновна Иодис, нар. 12 грудня 1978) — спортсменка, солістка першого складу відомої російської жіночої поп-групи «Блестящие» (1995—1998).

## Біографія
Закінчила середню школу № 825 міста Москви. Після закінчення школи вступила до інституту на факультет юриспруденції, але через два роки навчання початку гастрольну діяльність у групі «Блестящие» та пішла з інституту.
Після виходу з групи «Блестящие», Іодіс довгий час займалася архітектурою, закінчила інститут «Вільних Мистецтв і Наук», але потяг до екстремальних видів спорту став вище за все інше.
У 2004 році, разом з Василем Ковальовим, почала робити програму «Доступный Экстрим» на телеканалі MTV Росія. Але через півроку пішла з програми і почала займатися своїми проектами. У цей час усе її життя пов'язане з серфінгом, океаном і подорожами.
Зараз Поліна організовує заходи, фотографує, пише статті у різні видання і знімає фільми, присвячені екстремальних видів спорту. Одна з організаторів Федерації Росії з серфінгу, чемпіонату Росії з серфінгу та щорічного серфкемпа в Португалії. Автор фільму «Серф-тріп на Гаваї» (канал «Русский Экстрим»).

## «Блестящие» (1995—1998)
У 1995 році увійшла до першого складу тоді ще нової російської жіночої поп-групи Блестящие, разом з Ольгою Орловою та Варварою Корольовою. Пізніше в 1996 рік у колегами по групі Поліни стали: Жанна Фріске і Ірина Лук'янова. За участю Поліни група зняла 5 кліпів, у тому числі дебютний кліп «Там, только там» і випустила три альбоми: «Там, только там» (1997), «Там, только там» (remiks) (1997), «Просто мечты» (1998).
В листопаді 1998 року Поліна залишила групу.

## Дискографія
- Там, только там (дебютний альбом) (1996)
- Там, только там (remiks) (1997)
- Просто мечты (1998)

## Відеографія
- 1996 — Там, только там
- 1996 — Цветы
- 1997 — Туман
- 1997 — Облака
- 1998 — Ча-ча-ча
- 1998 — Где же ты, где?

## Інше
- 2010 — Капельки (кліп Валерії)

## Телебачення
- 2004 — «Доступный Экстрим» (MTV Росія)